# Press TV
Press TV est un groupe de média et une chaîne d'information internationale iranienne, qui diffuse la communication et des programmes  de l’État iranien en langues française et anglaise, seul autorisé à la diffusion en Iran. En Amérique du Nord, elle est disponible en clair.

## Histoire
- Janvier 2007 : la page web de Press TV est mise en ligne.
- 2 juillet 2007 : la chaîne diffuse pour la première fois.
- 20 janvier 2012 : la chaîne se fait retirer sa licence de diffusion au Royaume-Uni pour infraction à la réglementation[2].
- 14 novembre 2022 : le Conseil de l'Union européenne inscrit la chaîne sur la liste des personnes et entités iraniennes sanctionnées pour graves violations des droits de l'Homme. Elle est déclarée « responsable de la production et de la diffusion d'aveux forcés de détenus »[3].

## Politique éditoriale
La chaine Press TV existe pour l'étranger en deux versions (anglophone et francophone). Ce n'est pas indiqué sur son site, mais c'est une entreprise d’État, détenue et financée par la radio-télévision de la République islamique d'Iran, elle sert de relai à la communication du régime iranien. Seul groupe autorisé à diffuser, Press TV a le monopole sur le marché audiovisuel du pays. Basée à Téhéran, le groupe possède des stations de radio et des chaînes de télévision, ainsi que des agences de presse (locale et nationale), des journaux et autres sites d'information en Iran. Le groupe sert de média de communication pour le régime iranien dont elle relaie la propagande,.
Sur sa page d'accueil/Internet (Onglet "A propos"), French TV affirme avoir une vision tenant compte des voix et points de vue souvent négligés d'une grande partie du monde. Le groupe y explique accepter et construire des ponts pour la compréhension entre les cultures ; encourager les êtres humains de toutes nationalités, race et croyances à se connaître les uns les autres ; mettre en lumière les témoignages inédits et négligées de personnes ayant vécu très la vitalité de la versatilité d'équipage politique culturelle.
Selon NewsGuard, le groupe présente souvent de la désinformation et des informations non-vérifiées (sans sources, ni preuves), provenant notamment de médias russes (Sputnik (agence de presse) ou RT, anciennement Russia Today, propriétés de l’État russe) ou venant de sites (français notamment) ayant contribué à répandre certaines théories du complot, avec notamment un conspirationnisme à caractère antisémite.

## Architecture interne
Press TV a été créée en Iran. Des correspondants en Europe (Londres), aux États-Unis, au Moyen-Orient, en Asie de l'Est produisent et présentent des magazines d'actualité internationale.

## Émissions
- Iran
- Cinepolitics
- American dream, depuis Washington, est un magazine sur la société américaine:« Un portrait des États-Unis sans complaisance, des ghettos aux banlieues barricadées[8].»
- Middle East Today
- Islam and Life
- The Real Deal avec George Galloway, chaque dimanche
- Comment avec George Galloway, chaque jeudi soir

## Les présentateurs
- Marzieh Hashemi
- Yvonne Ridley
- George Galloway